# سیگت‌سنت‌مارتون
سیگِت‌سِنت‌مارتون (به مجاری:  Szigetszentmárton) یک شهرداری در مجارستان است که در ناحیه راتس‌کوه واقع شده‌است. سیگت‌سنت‌مارتون ۱۰٫۷۳ کیلومتر مربع مساحت و ۲٬۰۸۰ نفر جمعیت دارد.

## خواهرخوانده
شهر فلمار خواهرخواندهٔ سیگتسنتمارتون هست.